# La vie est belle (film, 1946)
Pour les articles homonymes, voir La vie est belle.
« It's a Wonderful Life » redirige ici. Pour l'album de Sparklehorse, voir It's a Wonderful Life (album).
Pour plus de détails, voir Fiche technique et Distribution.
La vie est belle (It's a Wonderful Life) est un film de Noël américain de Frank Capra sorti en 1946. Échec commercial à sa sortie, le film est depuis considéré comme un classique du cinéma américain et il est, à ce titre, régulièrement diffusé à la période de Noël par les chaînes de télévision américaines.
Basé sur la nouvelle The Greatest Gift (en) de Philip Van Doren Stern de 1943, elle-même vaguement basée sur la nouvelle Un chant de Noël de Charles Dickens de 1843, le film met en vedette James Stewart dans le rôle de George Bailey (en), un homme ayant renoncé à ses rêves pour aider les autres membres de sa communauté et dont les pensées suicidaires la veille de Noël provoquent l'intervention de son ange gardien, Clarence Odbody (en) (Henry Travers) qui lui montre ce à quoi ressemblerait le monde s'il n'était jamais né et toutes les personnes dont il a changé la vie.
Lors de son exploitation en salles, le seuil de rentabilité du film est fixé à 6,3 millions $, soit environ le double de son coût de production, un chiffre qu'il est loin d'atteindre lors de sa sortie initiale. À cause du succès public limité du film, certains studios commencent à considérer que Capra a perdu sa capacité à produire des films populaires et à succès. Bien que La vie est belle ait initialement reçu des critiques mitigées et ait été un échec au box-office, il est devenu un classique de Noël après l'expiration de ses droits d'auteur en 1974 quand il est tombé dans le domaine public, ce qui lui a permis d'être diffusé librement à la télévision.
Aujourd'hui, La vie est belle est considéré comme l'un des plus grands films du cinéma et parmi les meilleurs films de Noël. Il est nommé aux Oscars dans cinq catégories, dont celle du meilleur film, et est considéré par l'American Film Institute comme l'un des 100 meilleurs films américains de tous les temps. Il est 11e sur la liste en 1998, 20e en 2007, et 1er sur la liste des films américains les plus inspirants de tous les temps. Capra a révélé que c'était son film préféré parmi ceux qu'il a réalisés, et qu'il le revoyait en famille à chaque Noël. C'était également l'un des films préférés de James Stewart. En 1990, La vie est belle est désigné comme « culturellement, historiquement ou esthétiquement significatif » et ajouté au National Film Registry de la bibliothèque du Congrès.

## Synopsis

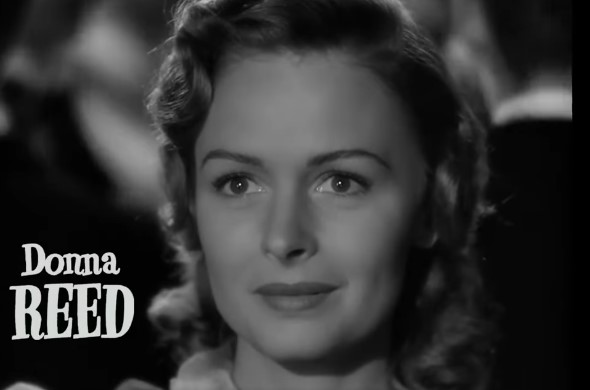
Donna Reed (image extraite de la bande-annonce du film).

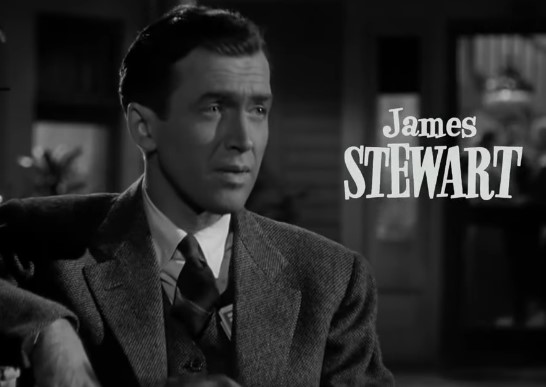
James Stewart (image extraite de la bande-annonce du film).

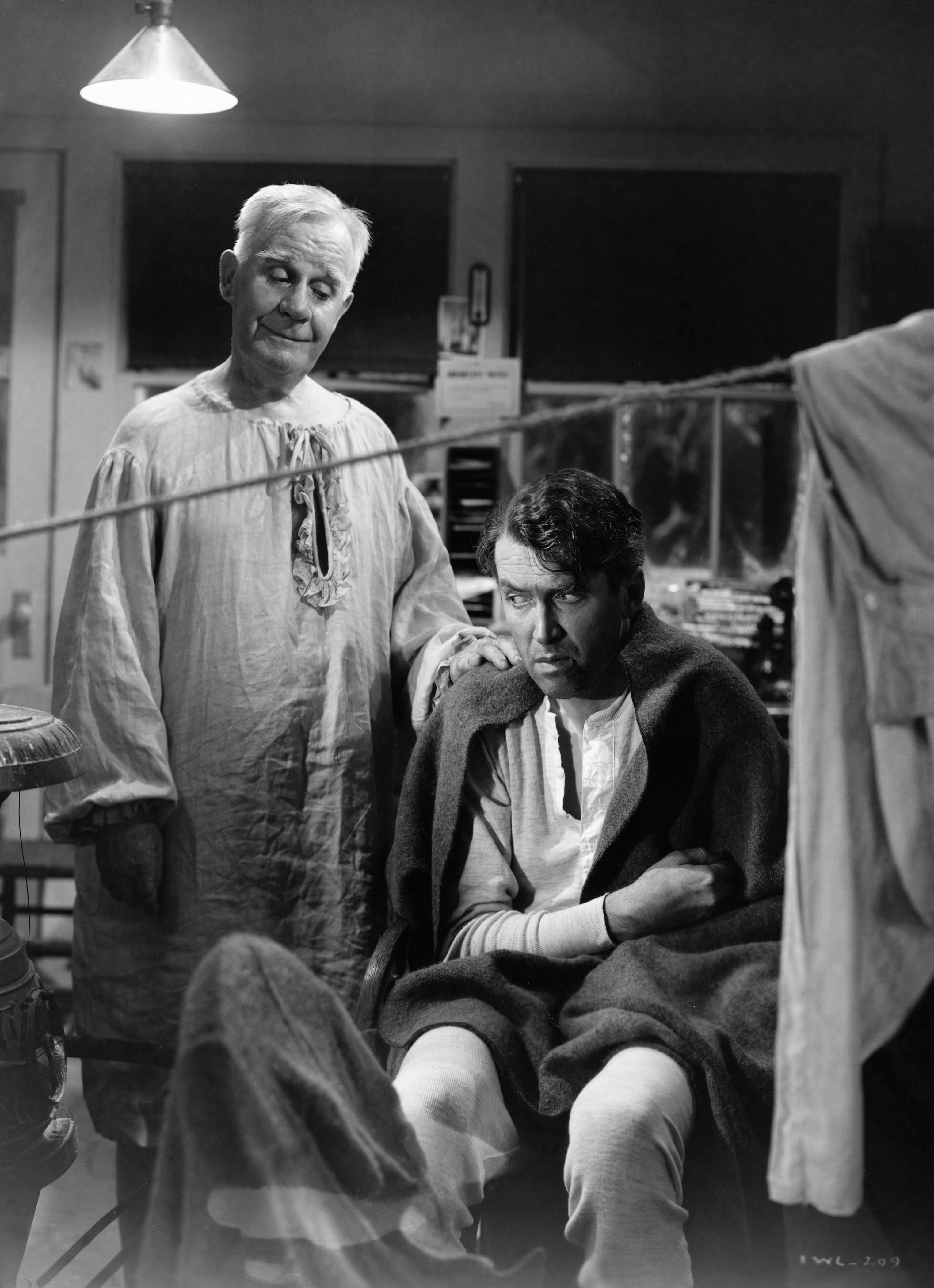
James Stewart et son ange gardien Clarence (Henry Travers).

Dans la petite ville de Bedford Falls (État de New York), la veille de Noël 1945, George Bailey est au bord du désespoir et envisage de se suicider. Les prières de sa famille et de ses amis atteignent le paradis, où l'ange gardien de deuxième classe Clarence Odbody est chargé de sauver George afin de gagner ses ailes.
Clarence voit des flashbacks de la vie de George. Il observe George sauver son frère Harry de la noyade, ce qui le rend sourd de l'oreille gauche. Plus tard, George empêche accidentellement le pharmacien, M. Gower, de commettre une erreur fatale dans la préparation d'un médicament. Ce jour-là, lorsqu'il cherche à demander conseil à son père, il voit celui-ci se faire rudoyer par Henry Potter, un magnat de la ville de Bedford Falls qui trouve ridicule la magnanimité du père de George envers ces débiteurs qui ne peuvent pas rembourser leur prêt.
En outre, on aperçoit aussi George danser avec Mary Hatch lors de la remise des diplômes du lycée de son frère. Celui-ci va prendre la place de George dans la banque familiale Bailey Brothers Building and Loan pendant que George ira à l'université. Lors du retour de la soirée, en tenue de rechange car ils ont dû se changer après être tombés dans la piscine sous le plancher de la salle des fêtes, George casse le carreau d'une vieille maison abandonnée, au 320 Sycamore Road, et fait le vœu d'explorer le monde, tandis que Mary fait elle aussi un vœu mais le garde secrètement. Néanmoins, alors qu'il rentre de la soirée, George apprend la mort de son père. George, qui avait envisagé un tour du monde avant l'université, doit donc rester pour gérer l'entreprise familiale. Henry Potter, un homme d'affaires avide qui contrôle une grande partie de la ville, tente de fermer la banque, mais George accepte de la diriger pour maintenir l'accès des habitants aux prêts. Il donne donc ses économies à son frère pour que ce dernier aille à l'université, et prend la direction de la banque avec son oncle.
Après plusieurs années, Harry, le frère de George, rentre pour prendre la direction de la banque et permettre à George de partir étudier et voyager. Cependant, Harry revient marié et son beau-père lui propose un métier plein d'avenir. George décide de rester à Bedford Falls et se marie avec celle qui l'aime depuis toujours, Mary Hatch.
Le jour de son mariage, George assiste à une panique bancaire. En outre, Henry Potter offre aux épargnants de leur racheter leurs placements pour la moitié de leur valeur, ce qui lui permettrait de prendre le contrôle total de l'entreprise. George sauve donc la banque avec les 2 000 dollars qu'il avait mis de côté pour partir en lune de miel. Néanmoins, sa femme, qui avait eu l'idée d'utiliser cet argent pour sauver la banque, a aménagé la vieille maison abandonnée au 320 Sycamore. Ils y passent leur lune de miel, et deviendra leur maison, restaurée petit à petit.
Après plusieurs années de prospérité, George a permis à Bedford Falls de se développer, et à ses habitants de se construire des maisons et de les habiter. Cela permet aux habitants de quitter les taudis qu'ils louaient à prix d'or à Henry Potter et cela pousse ce dernier à offrir à George de lui vendre son entreprise en échange d'un salaire de 20 000 dollars par an. George se laisse tenter mais finit par refuser violemment, ce qui fait enrager Henry Potter.
La veille de Noël 1945, l'oncle de George va déposer la recette de la Bailey Building and Loans à la banque. Il y croise Henry Potter et s'énerve contre lui. Il lui laisse le journal qui contient la nomination du frère de George à une distinction militaire, mais lui laisse également par inadvertance les 8 000 dollars qu'il était sur le point de déposer. Cet événement catastrophique entraîne la fin de sa banque, plongeant George dans un profond désespoir. 
Il devient alors morose et agressif, se comporte mal avec sa femme et ses enfants, agresse verbalement l’institutrice de sa fille au motif qu'elle l'aurait laissée tomber malade et va boire au bar de son ami Martini, qu'il a aidé à se construire une maison. Là-bas, il est pris à partie par le mari de l'institutrice et en quittant le lieu, il heurte un arbre centenaire avec sa voiture, y laissant des traces et déclenchant l'ire de son propriétaire.
C'en est trop pour George, qui est sur le point de se suicider en se jetant d'un pont dans l'eau glacée. Néanmoins, l'ange Clarence l'interrompt en se jetant lui-même dans l'eau, poussant George à s'y précipiter pour le sauver. George a du mal à croire que Clarence soit son ange gardien et parle toujours de se suicider, tant et si bien que celui-ci décide de lui montrer la vie de ses proches s'il n'était pas né. 
Dans ce monde sans lui, son frère est mort à 9 ans en se noyant. À la mort de leur père, l'entreprise familiale a dû être cédée à Henry Potter en son absence, précipitant son oncle dans la folie. La ville se nomme à présent PottersVille et est à présent une ville-cabaret dans laquelle sa mère devenue aigrie et méchante tient une pension miteuse. En outre, son amie d'enfance Violet est devenue une prostituée, et sa femme Mary Hatch est une vieille fille. Il aperçoit aussi le pharmacien Gower, celui qu'il avait empêché de donner par mégarde du poison au lieu d'un médicament à un enfant. Sans l'intervention salvatrice de George, il est devenu un mendiant en piteux état, ayant tout perdu suite au tragique et fatal empoisonnement accidentel de l'enfant.
Réalisant l'importance de sa propre vie et de son influence positive, George implore Clarence de lui redonner sa vie. Grâce à l'intervention divine, George retrouve la foi en lui-même et en l'humanité.
De retour chez lui, George est accueilli par ses concitoyens, qui ont rassemblé suffisamment d'argent pour sauver l'entreprise. Il réalise qu'il est l'homme le plus riche de la ville, non pas en termes de richesse matérielle, mais en termes d'amour et de soutien de ses proches.

L'histoire se termine avec un message d'espoir et de gratitude, soulignant le pouvoir des relations humaines et de la solidarité communautaire, ainsi que la valeur de chaque vie.

## Fiche technique
- Titre original : It's a Wonderful Life
- Titre français : La vie est belle
- Réalisation : Frank Capra
- Scénario : Frances Goodrich, Albert Hackett, Frank Capra et Jo Swerling, d'après la nouvelle de Philip Van Doren Stern The Greatest Gift (en)
- Direction artistique : Jack Okey
- Décors : Emile Kuri
- Costumes : Edward Stevenson
- Photographie : Joseph F. Biroc, Joseph Walker et Victor Milner (non crédité)
- Montage : William Hornbeck
- Musique : Dimitri Tiomkin
- Producteur : Frank Capra
- Société de production : RKO Pictures
- Société de distribution : RKO Radio Pictures
- Pays de production : États-Unis
- Langue : anglais
- Format : noir et blanc - 35 mm - 1,37:1 - son : mono
- Genre : comédie dramatique
- Durée : 130 min
- Dates de sortie :
  - États-Unis : 20 décembre 1946 (première à New York)
  - États-Unis : 7 janvier 1947 (sortie nationale)
  - France : 28 juillet 1948

## Distribution
- James Stewart  (VF : René Bériard) : George Bailey
- Donna Reed  (VF : Renée Simonot) : Mary Hatch-Bailey (Madeleine en VF)
- Lionel Barrymore (VF : Jean Lemarguy) : Henry F. Potter
- Thomas Mitchell (VF : Camille Guérini) : William Bailey dit « oncle Billy »
- Henry Travers (VF : Paul Villé) : l'ange Clarence Odbody
- Beulah Bondi : « Ma » Bailey
- Frank Faylen (VF : Jacques Beauchey) : Ernie Bishop
- Ward Bond (VF : Raymond Loyer) : Bert
- Gloria Grahame (VF : Anne Sarignac) : Violet Bick
- H. B. Warner : Emil Gower
- Frank Albertson (VF : Jean Daurand) : Sam Wainwright
- Todd Karns (en) : Harry Bailey
- Samuel S. Hinds : Peter « Pa » Bailey (Pierre en VF)
- Virginia Patton (VF : Thérèse Rigaut) : Ruth Dakin
- Mary Treen : Cousine Tilly
- Charles Williams (VF : Henri Ebstein) : Cousin Eustace
- Sarah Edwards : Mme Hatch
- William Edmunds (VF : Fernand Rauzena) : Giuseppe Martini
- Argentina Brunetti : Mme Martini
- Bobby Anderson (en) : George Bailey jeune
- Lillian Randolph (VF : Maya Noël) : Annie
- Sheldon Leonard : Nick, le barman
- Frank Hagney : l'assistant muet de Potter
- Ray Walker (VF : Claude Péran) : Joe
- Charles Lane : le collecteur de loyers de Potter
- Edward Keane (en) : Tom
- Larry Simms (en) : Pete Bailey
- Carol Coombs (en) : Janie Bailey
- Karolyn Grimes (en) : Zuzu Bailey[8]
- Jimmy Hawkins (en) : Tommy Bailey

Acteurs non crédités
- Jean Acker : une citadine
- Stanley Andrews (VF : Jean Brunel) : Mr. Welch, le mari de l'enseignante
- Ellen Corby : Miss Davis
- Adriana Caselotti : la chanteuse au Martini's Bar
- Harry Cheshire (VF : Jean Brunel) : Dr. Campbell
- Dick Elliott : le gros homme sous le porche
- Tom Fadden : le gardien du pont
- Eddie Fetherston (VF : Jean Brunel) : Horace
- Charles Halton : Carter, le contrôleur bancaire
- Harry Holman (VF : Jean Brochard) : Mr. Partridge, le directeur du lycée
- Arthur Stuart Hull (VF : Maurice Dorléac) : Mr. Randall
- Jimmy (corbeau)
- Harold Landon : Marty Hatch
- J. Farrell MacDonald (VF : Jacques Berlioz) : l'homme dont l'arrière-grand-père a planté l'arbre percuté par George
- Almira Sessions : la secrétaire de Potter
- Carl Switzer : Freddie, le prétendant ennuyeux de Mary au lycée
- Charles C. Wilson : Charlie
- Joseph Granby (en) (VF : Georges Chamarat) : l'ange Joseph (voix)
- Moroni Olsen (VF : Richard Francœur) : le second ange (voix)

## Production

### Genèse du projet

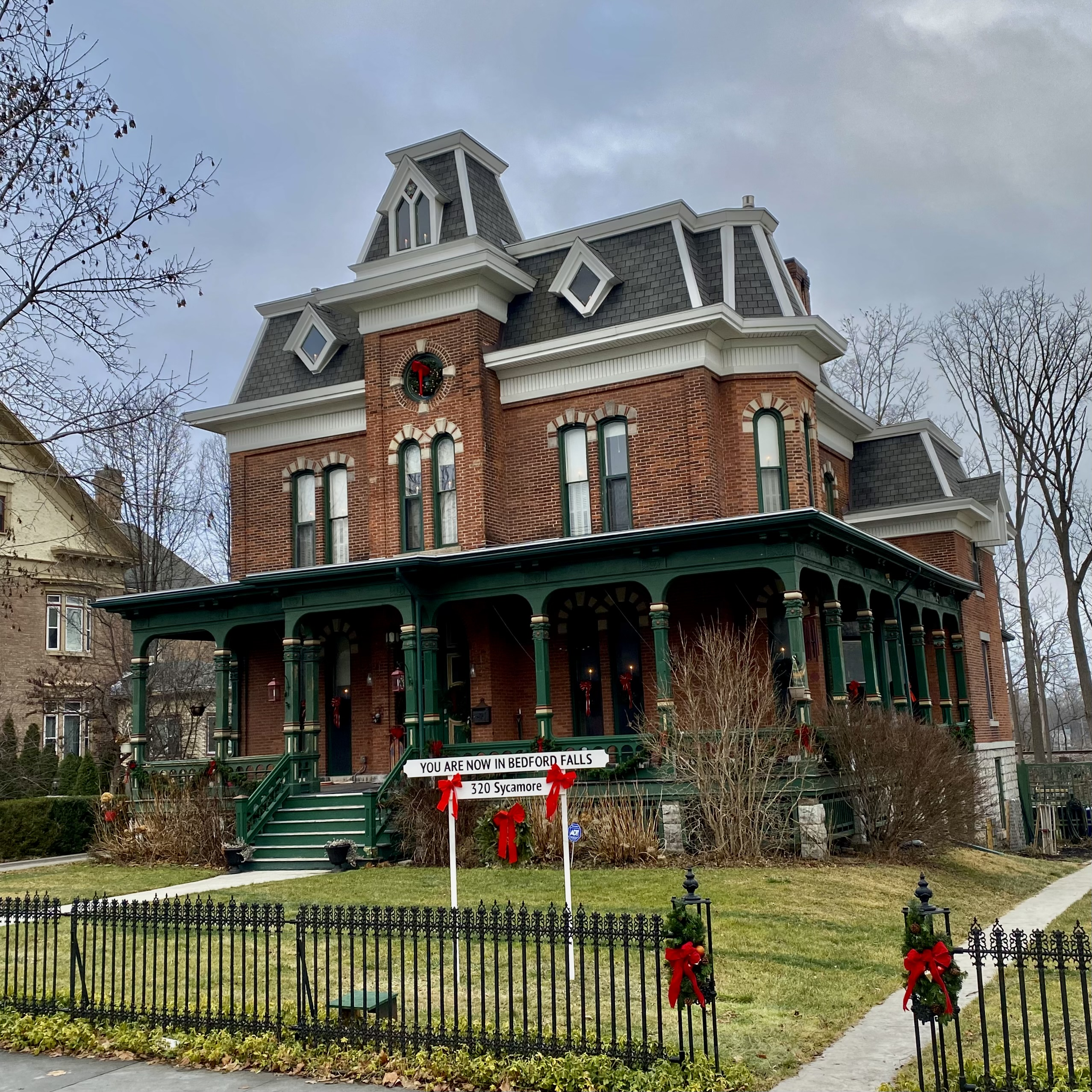
Maison de Seneca Falls, possible inspiration du 320 Sycamore Road.

À l'origine était une nouvelle nommée The Greatest Gift écrite en novembre 1939 par Philip Van Doren Stern. N'ayant pas réussi à la publier, il la transforma en une lettre de vœux et l'envoya en décembre 1943 à quelque 200 membres de son entourage. L'histoire attira l'attention d'un producteur de la RKO, David Hempstead qui estima que cela pourrait donner les bases d'un bon film pour y faire jouer Cary Grant et en avril 1944 RKO Pictures en acheta les droits pour plus de 10 000 dollars. Toutefois le premier script ne plut pas à Cary Grant qui préféra se tourner vers un autre film de Noël, Honni soit qui mal y pense.
En 1945, Frank Capra voit le potentiel de la nouvelle et en rachète les droits pour sa propre compagnie, Liberty Films. Capra en produit trois scripts et s’appuiera de l'aide de nombreux scénaristes pour l'écriture, comme Frances Goodrich, Albert Hackett, Jo Swerling, Michael Wilson et Dorothy Parker. Les trois scripts finissent par fusionner en un scénario que Capra renommera de son titre définitif It's a Wonderful Life.
Le village de Seneca Falls dans le comté de New York affirme que c'est en visitant leur ville en 1945 que Frank Capra s'appuiera pour créer la ville de Bedford Falls. James Stewart et Donna Reed viennent tous deux de petites villes des États-Unis.

### Casting

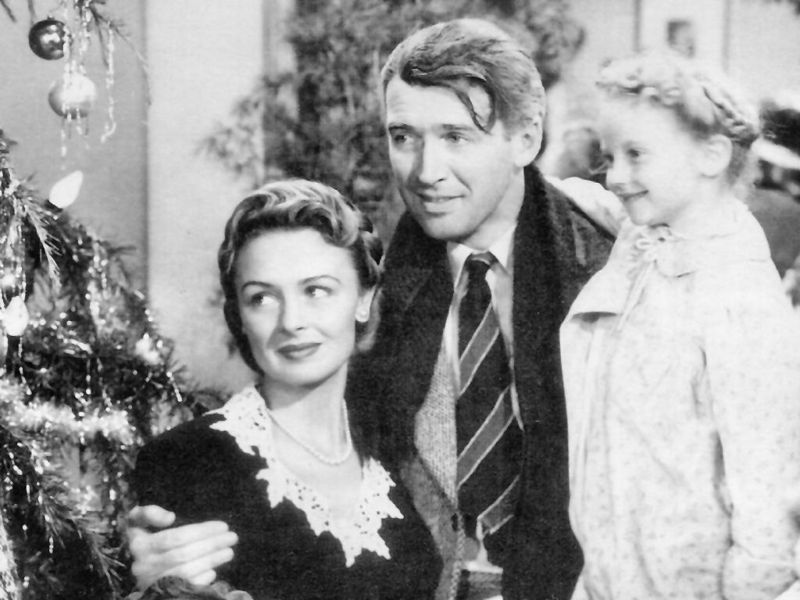
Donna Reed, James Stewart et Karolyn Grimes.

Frank Capra affirme avoir toujours voulu James Stewart pour le rôle même si l'historien du cinéma Stephen Cox indique que Henry Fonda était aussi dans les rangs. Pour le rôle de Madeleine, Jean Arthur, Ann Dvorak et Ginger Rogers furent à un moment envisagées. 
H. B. Warner qui tient le rôle du pharmacien Mr Gower, avait réellement étudié la médecine avant d'embrasser une carrière d'acteur.

### Réalisation
Le film est réalisé au studio de la RKO de Culver City, en Californie, ainsi qu'au movie ranch de la RKO à Encino (Los Angeles), où furent construits les décors de la ville de Bedford Falls. Une partie des décors avait déjà servi pour le film de 1931 La Ruée vers l'Ouest. 
Le décor conçu pour le film est un des plus grands jamais construits en studio. La ville imaginaire de Bedford Falls comprenant immeubles, maisons, boutiques et usines, fut en effet entièrement édifiée à Encino, occupant une surface de 16 000 m2. Des pigeons, des chats et des chiens sont amenés dans le studio afin de lui rendre vie. Le studio fit détruire le ranch en 1954. Toutefois, le gymnase dans lequel a lieu la compétition de danse existe toujours, il se situe au Beverly Hills High School de Beverly Hills et le système permettant d'ouvrir le plancher pour le transformer en piscine existe toujours en 2020,.
Le tournage démarre le 15 avril 1946, pour se terminer après 90 jours de tournage, le 27 juillet 1946. Frank Capra s'entendra peu avec Victor Milner et le fera remplacer par Joseph Walker. Certains de ses plans seront même tournés à nouveau après le renvoi de Milner. Durant la scène où Gower doit frapper le jeune George, H. B. Warner qui était réellement alcoolisé, blessa superficiellement Robert J. Anderson. La scène où George sauve Clarence fut tournée en plein été et l'on peut voir James Stewart suer.
À l'occasion du film, la RKO testa une nouvelle neige chimique pour le film basée sur un mélange de neige carbonique et de corn-flakes écrasés. Durant le tournage, Donna Reed gagnera un pari contre Lionel Barrymore en prouvant qu'elle est capable de traire une vache sur le plateau. De plus, c'est vraiment elle qui brise la vitre de la demeure en lançant un caillou, alors que Frank Capra pensait engager un assistant qui effectuerait le tir à sa place.
À l'origine, la scène où Harry tombe dans l'eau glacée devait être différente : alors qu'ils jouaient au hockey, les enfants devaient s'aventurer sur la propriété de M. Potter et celui-ci finissait par lâcher ses chiens, provoquant la fuite d'Harry et sa chute. Elle fut finalement changée au cours du tournage. D'autres scènes furent tournées par Frank Capra sans jamais être mises dans le montage final. On devait y voir George Bailey s'agenouiller et prier. Capra supprima la scène trouvant que cela plomberait le film en lui sur-ajoutant sur son côté religieux,. Clarence devait aussi apparaître face à Potter, le faisant mourir d'une crise cardiaque, toutefois Capra trouvait que c'était trop et la scène fut retirée du montage final.

## Diffusion et réception critique
Un an après sa sortie, le film a fait l'objet d'une novélisation : It's a Wonderful Life, par M.C. Bolin, publié chez Harper (1947).
La vie est belle est, avec Le Magicien d'Oz, un des films de Noël les plus diffusés de la télévision américaine. À la suite d'une erreur, le copyright sur le film ne fut pas renouvelé en 1971, le faisant entrer dans le domaine public entre 1974 et 1994, permettant à beaucoup de chaines locales américaines de le rediffuser durant la période des fêtes de fin d'année,. Néanmoins, le studio Republic Pictures a fait valoir ses droits sur l'histoire à l'origine du film, et une décision du Congrès Américain redonne en 1993 les droits de diffusion à Republic, faisant sortir le film du domaine public.
Le film fut l'objet d'un mémo du FBI qui voyait du communisme dans l'attitude de George.

### Hommages
Le film figure à la 20e place du Top 100 de l'American Film Institute et fait partie de la Liste du BFI des 50 films à voir avant d'avoir 14 ans établie en 2005 par le British Film Institute et connut un remake destiné à la télévision en 1977, sous le titre de It Happened One Christmas (en).
James Stewart a toujours déclaré que de tous les films dans lesquels il a joué, La vie est belle était son préféré, c'est aussi le cas pour Donna Reed ainsi que pour Frank Capra qui estime que c'est le meilleur film qu'il ait réalisé. Toutefois, en 1948, il affirmera que L'Enjeu est son meilleur film[réf. nécessaire]. 
La ville de Seneca Falls a créé depuis décembre 2009, un It's a Wonderful Life festival, et possède un musée consacré au film.